# María de Guadalupe de Lencastre y Cárdenas Manrique

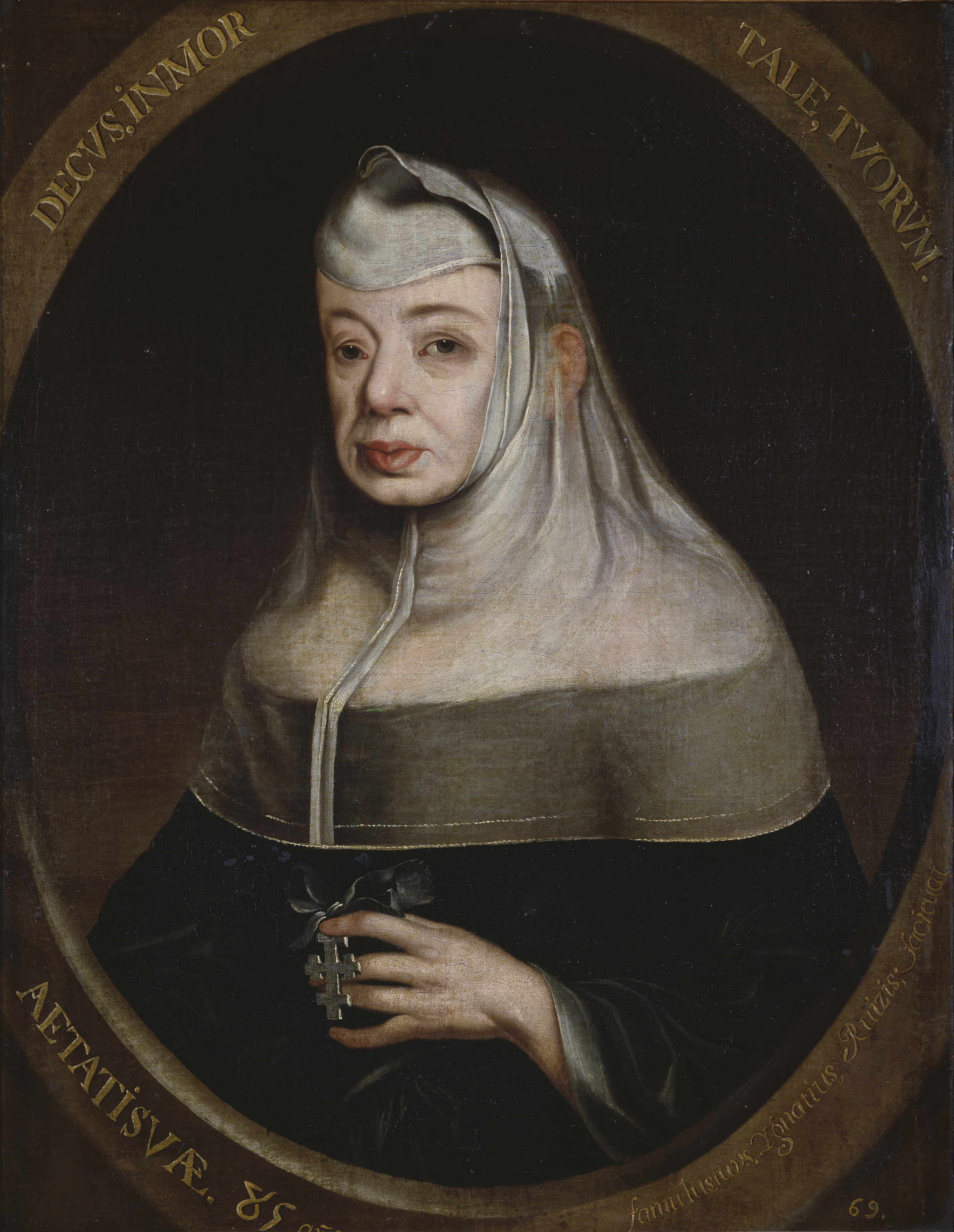
La duquesa de Aveiro, por Francisco Ignacio Ruiz de la Iglesia. Hacia 1700. (Museo del Prado).

María de Guadalupe de Lencastre y Cárdenas Manrique (Azeitão, Portugal 1630 - Madrid, 7 de febrero de 1715) fue una noble de origen portugués, duquesa de Aveiro y consorte de Arcos. 

## Biografía
Hija de Jorge de Lencastre, duque de Torres Novas, y de su segunda esposa, Ana de Cárdenas y Manrique de Lara, hija del III duque de Maqueda. Era además nieta, por vía paterna de la 3.ª duquesa de Aveiro, Juliana de Lencastre. El título ducal lo detentó su hermano Raimundo hasta 1663, cuando le fue confiscado junto con sus bienes en Portugal por haberse pasado a España después de la restauración de la monarquía portuguesa en 1640. El título pasó luego a su tío, el 5.º duque, Pedro de Lencastre, Inquisidor General, muerto en 1673 sin hijos. La herencia del ducado de Aveiro recayó en ella en 1679 después de una larga reclamación y de haber prometido judicialmente transmitirlo a su segundo hijo, Gabriel, que tendría que ir a vivir para Portugal.

## Matrimonio e hijos
María de Guadalupe se casó en 1666 en España con el noble castellano Manuel Ponce de León
futuro 6.º duque de Arcos, marqués de Zahara y conde de Bailén. De este matrimonio nacieron:
- Joaquín Ponce de León y Lencastre (1666-1729), 7.º duque de Arcos;
- Gabriel Ponce de León y Lencastre, 7.º duque de Aveiro;
- Isabel Zacaria Ponce de León y Lencastre, casada en 1688 casada con Antonio Martín de Toledo, condestable de Navarra, 9.º duque de Alba, por lo tanto duquesa consorte de Alba.

En las escrituras se había estipulado que los ducados de Arcos y de Aveiro deberían siempre estar separados, estipulando que el primogénito con el ducado que escogiese, siendo el otro para el hijo segundo. Muerto el duque Ramón, y habiendo paz entre España y Portugal, María Guadalupe trató de suceder en el ducado de sus abuelos, y mandó a Lisboa, como procurador João Carlos Baçan, notable jurisconsulto, que presentó um libelo contra el inquisidor general Pedro de Lencastre, 5.º duque de Aveiro, que estaba en posesión del ducado. 
Aparecerán como opositores Agustín de Lencastre, marqués de Valdefuentes, hijo de Alfonso, marqués de Porto Seguro, el hijo primogénito de María Guadalupe, Joaquín Ponce de León, y los procuradores de la corona y de la hacienda Real. 
Pedro murió el 23 de abril de 1673, y la demanda continuó, hasta que fue reconocida por la Junta de Lisboa mediante una primera resolución el 20 de octubre de 1679, con la condición de trasladar a Portugal su residencia definitiva, prestando el debido vasallaje al rey. A pesar de los embargos que sufrió, la sentencia fue confirmada en 1681 siendo el ducado de Aveiro entregado a un administrador nombrado por el rey. Deseando María Guadalupe volver con su hijo a Portugal, y no pudiendo vencer la oposición de su marido, se separó de judicialmente, hecho del que consta un borrador en la Sección Nobleza del Archivo Histórico Nacional. En 1673 falleció su esposo, el VI duque de Arcos aunque, para entonces, estaba demasiado enferma para viajar y tomar posesión del ducado de Aveiro como 6.ª duquesa. Ya viuda, cedió el ducado a su segundo hijo Gabriel, duque de Baños, cesión que después de su muerte, ratificó su hermano mayor, el duque Joaquín de Arcos. La muerte de Gabriel puso fin a la línea masculina de la familia Lencastre.
María Guadalupe de Lencastre fue considerada una de las mujeres más cultas de su época. Hablaba varios idiomas y reunió una biblioteca excepcional para su época, cuyo inventario, conservado en la Sección Nobleza del Archivo Histórico Nacional en Toledo, consta de 4347 entradas. En ella se encuentran obras religiosas, típicas de las damas de su época, pero las hay de otras muchas materias: literarias, artísticas, científicas, médicas, etc.  Sor Juana Inés de la Cruz le dedicó un romance extenso en que la llama «única maravilla de nuestros siglos», «gran Minerva de Lisboa» o «Presidenta del Parnaso». Desarrolló una extensa labor de apoyo a las misiones de jesuitas y franciscanos en diversas partes del mundo.

## Retratos
Han subsistido tres retratos de esta dama. Uno, de principios del siglo XVII, se halla en la Real Academia de Bellas Artes de San Fernando de Madrid; quizá sea una copia de otro, de la misma fecha, que cuelga en el Museo del Prado, obra de Francisco Ignacio Ruiz de la Iglesia. El más antiguo es anónimo y data de 1682. Se presenta con sus tres hijos y se encuentra en el Monasterio de Guadalupe donde fue enterrada, en Cáceres. A los tres anteriores, actualmente se ha sumado otro pequeño retrato (9x7,4cm) encontrado recientemente en Uruguay. La miniatura presenta el busto de la duquesa, mucho más joven que en los anteriores, enmarcado en una moldura dorada en la que puede leerse una inscripción con el nombre y el agregado 'mi madre' por lo que se sospecha pudo pertenecer a su hijo Gabriel.